# Erna Juel-Hansen
Erna Emilie Louise Juel-Hansen, född Drachmann 5 mars 1845 i Köpenhamn, död 30 november 1922 i Hornbæk, var en dansk pedagog, författare och politiskt aktiv.

## Bakgrund och pedagogisk verksamhet
Erna Juel-Hansen var äldre syster till den välkända poeten Holger Drachmann (1846–1908), som hon stod nära, och språkforskaren Anders Bjørn Drachmann. Föräldrarna var läkaren Andreas Georg Drachmann (1810–1892) och Vilhelmine Marie Stæhr (1820–1857). Modern dog i tuberkulos vid en ålder av 37 år. Barnen fick en med tidens mått fri uppfostran då fadern hade en mer oformell och progressiv syn på detta område. Efter avlagd studentexamen från N. Zahles Skole ansökte fadern om att hon skulle ges dispens för att kunna studera medicin på Köpenhamns universitet. Denna ansökan avslogs dock och kvinnor fick inte tillträdde till högre utbildning förrän 1875. Då hon var 21 år gammal, 1866, tog fadern henne med sig till Paris för att hon skulle kunna studera den s.k. ”franska gymnastiken”, som tillämpades vid danska flickskolor. Hon kom därefter att undervisa efter denna metod på ett gymnastikinstitut för flickor som fadern upprättade i slutet på 1860-talet, men även på N. Zahles Skole och Døttreskolen.
Vid denna tid mötte hon pedagogen och juristen Niels Juel-Hansen (1841–1905), som hon förlovade sig med. Hon avlade lärarinneexamen från N. Zahles seminarium 1870 och reste därefter till Berlin för att studera vid ett seminarium som lärde ut Friedrich Fröbels idéer om barnträdgårdar (tyska Kindergarten). Vid sin återkomst till Köpenhamn gifte hon sig med Niels Juel-Hansen och de lät upprätta Danmarks första barnträdgård/förskola 1871. Denna institution utvidgades senare med en realskola för flickor. Målet var från början en skola där pojkar och flickor undervisades tillsammans, men detta mötte motstånd från föräldrarna. På grund av ekonomiska problem lades skolan och barnträdgården ned 1883. På grund av de privatekonomiska problem som detta förde med sig tvingades Erna Juel-Hansen att arbeta som översättare av engelska romaner, samt av Fjodor Dostojevskijs verk, och som timlärare vid sidan om arbetet som skolledare. Familjen tvingades flytta ofta och en tjänsteflicka anlitades för att sköta hushållsarbetet. I samband med att skolan lades ned upphörde arbetsgemenskapen mellan makarna och Niels Juel-Hansen lät upprätta en pojkskola medan Erna Juel-Hansen for till Stockholm för att studera Pehr Henrik Lings principer inom gymnastiken. Hon lät upprätta ett gymnastikinstitut för kvinnor i Köpenhamn 1884, den första av sitt slag i Danmark.
Med tiden upphörde samlivet mellan makarna och förhållandet upphörde slutligen 1894. Äktenskapet blev dock aldrig upplöst. Tillsammans fick paret fyra barn: Gerda (1872), Ejnar (1874), Niels (1875) och Asger (1878). De uppfostrades och försörjdes gemensamt av båda föräldrarna.

## Författarskap och politiskt engagemang
Vid sidan om sitt arbete som institutsföreståndare och uppfostran av sina barn började Erna Juel-Hansen att skriva, vilket förlades till förmiddagarna. Debutromanen Mellem 12 og 17 utgavs under pseudonymen ”Arne Wendt” 1881. Hon debuterade under eget namn 1885 med novellsamlingen Sex Noveller, med vilken hon även påbörjade ett författarskap med realismen som utgångspunkt. I romanen En ung Dames Historie (1888) skildras huvudpersonens kärleksupplevelser, även erotiska sådana, vilket väckte uppmärksamhet. Kvinnans förhållande till sitt eget kön skildras i romanerna Terese Kærulf (1894) och Helsen & Co (1900). Ämnen som förälskelse och äktenskap skildras i romanerna Kærlighedens Veje (1917) och Henriks mor (1917). 1900–1903 mottog hon ett statligt bidrag på 800 kronor om året för sitt författarskap. Hon var medlem i Dansk Forfatterforening och Kvindelig Læseforening.
Erna Juel-Hansen gick med i Dansk Kvindesamfund 1883, men lämnade föreningen 1887 i protest mot dess försiktiga och moderata hållning gentemot kvinnlig rösträtt samt för dess konservativa syn på sexualitet under den s.k. Sædelighedsfejden. Tillsammans med bland andra Henriette Steen bedrev hon en diskussionsgrupp för kvinnor med kulturradikala ståndpunkter. Från 1883 var hon dessutom aktiv i Studentersamfundet, ett liberalt alternativ till det konservativa Studenterforeningen, där hon bland annat undervisade syerskor i gymnastik. Hon anslöt sig till Københavns liberale Vælgerforening 1886, som samlade stadens kulturradikala kretsar, och var en av Kvindelig Valgretsforenings grundare 1889. I den förra blev hon av föreningens första kvinnliga styrelseledamöter 1905. I samband med att det liberala partiet Venstre splittrades 1905 anslöt hon sig till utbrytarpartiet Det Radikale Venstre, som bland annat förde en mer socialliberal och antimilitaristisk linje. Vid samma tidpunkt blev hon en framstående föredragshållare om bland annat jämställdhet och hygien.
Genom sitt författarskap och politiska arbete fick hon täta kontakter med flera framstående personer, däribland; Georg Brandes, Viggo Hørup, Ivar Berendsen, Victorinus Pingel, Niels Neergaard, Meïr Aron Goldschmidt, Sophus Schandorph, Peter Nansen samt Erik och Amalie Skram.